# Mangers kommun
Mangers kommun (norska: Manger kommune) var en kommun i Hordaland fylke i västra Norge. Tätorten Manger utgjorde kommunens centralort.

## Administrativ historik
Mangers kommun upprättades den 1 januari 1838 (som Manger formannskapsdistrikt) när Formannskapslovene från 1837 trädde i kraft. Kommunen omfattade då den västra delen av nuvarande Alvers kommun, den norra delen av nuvarande Askøy kommun samt den norra delen av nuvarande Øygardens kommun.
Den 1 januari 1871 bröts Herdla kommun ut ur kommunen som då minskade från 6 848 invånare före delningen till 4 364 invånare efter.
Den 1 januari 1910 bröts Hjelme kommun ut ur kommunen som då minskade från 5 439 invånare före delningen till 4 453 invånare efter.
Den 1 juli 1924 bröts kommunerna Hordabø och Sæbø ut ur kommunen som då minskade från 4 489 invånare före delningen till 1 426 invånare efter. Den återstående delen omfattade ett område den nordvästra delen av nuvarande Alvers kommun.
Den 1 januari 1964 gick Mangers kommun, tillsammans med Hordabø kommun och delar av kommunerna Austrheim, Herdla, Lindås och Sæbø, upp i den då nybildade Radøy kommun (sedan den 1 januari 2020 en del av Alvers kommun). Kommunens hade då 1 344 invånare.